# Donji Lađevac
Donji Lađevac – wieś w Chorwacji, w żupanii karlowackiej, w mieście Slunj. W 2011 roku liczyła 46 mieszkańców.